# Christel Hamann
Christel Hamann (ur. 27 lutego 1870 w Hammelwarden w krainie Oldenburg, zm. 9 czerwca 1948 w Berlinie) – niemiecki konstruktor maszyn liczących.

## Wykształcenie i kariera zawodowa
Od lat młodzieńczych wykazywał duży talent i zainteresowanie mechaniką. Jako nastolatek uczęszczał do technikum w Bremerhaven i jednocześnie zdobywał doświadczenie jako mechanik w Nautisches Institut bei W. Rudolph tamże. Pracował także w Mathematisch-Mechanisches Institut von A. Ott w Kempten, w zakładach Carla Zeissa w Jenie i w dziale astronomii w zakładach Carla Bamberga w Berlinie-Friedenau. Prawdopodobnie na rozwój jego kariery zawodowej decydujący wpływ miał przyjaciel jego ojca, profesor matematyki na Uniwersytecie w Würzburgu Eduard Selling, który pozwalał młodemu Hammanowi uczestniczyć w opracowywaniu swoich maszyn liczących i wtajemniczał go w szczegóły konstrukcyjne.
W 1896, mając 26 lat, objął kierownictwo nad własnym instytutem matematyczno-mechanicznym w Berlinie, w którym we współpracy z innymi naukowcami zajął się wynalazczością. Początkowo konstruował maszyny tkackie, przyrządy medyczne, a także pracował nad miniaturową maszyną parową. Z czasem jego głównym zajęciem stała się budowa instrumentów geodezyjnych i maszyn matematycznych. Powstałe w ten sposób nowoczesne konstrukcje, początkowo realizowane głównie w pojedynczych egzemplarzach, znalazły się w zbiorach wielu uczelni. W 1900 maszyny te zdobyły złoty medal na wystawie światowej w Paryżu, poświęconej osiągnięciom cywilizacyjnym XIX wieku.
Prace nad swoimi pierwszymi urządzeniami liczącymi rozpoczął w 1898. Pierwsze z nich opierało się na rozwiązaniach znanych z maszyn Sellinga i było względnie proste w konstrukcji, jednak wykazywało dużą awaryjność. W następnych kalkulatorach, z których najbardziej znane były Gauss i Berolina, zastosowane zostało koło Leibniza. Popularność, którą zyskały sprawiła, że zainteresowała się nim firma Mercedes Büro-Maschinen Werke AG. Owocem tej współpracy była maszyna Mercedes Euklid, opierająca się w swojej konstrukcji na tzw. mechanizmie dźwigni proporcjonalnej.
W 1909 skonstruował maszynę różnicową, którą wykorzystano do obliczeń Tablic logarytmów i funkcji trygonometrycznych J. Bauschingera i J. Petersa. Jedyny egzemplarz tej maszyny zaginął w czasie I wojny światowej.
Od 1922 był zatrudniony jako główny konstruktor w Deutsche Telephonwerke und Kabelindustrie AG (DeTeWe) w Berlinie. Tam opracował nowatorski napęd dla manualnych maszyn liczących, tzw. Schaltklinkensystem, umożliwiający automatyczne mnożenie i dzielenie. Pierwszym z urządzeń wyposażonym w ten mechanizm była maszyna Hamann Manus. Kolejne, Hamann Automat Z, Y i X, otrzymały napęd elektryczny. Hamann Automat V implementowała tzw. metodę skróconego mnożenia, której opracowanie przypisuje się szesnastowiecznemu astronomowi Johannesowi Praetoriusowi. W skrócie polegała ona na zastąpieniu działania {\displaystyle a\cdot b} przez różnicę dwóch iloczynów {\displaystyle a\cdot c-a\cdot (c-b),} gdzie {\displaystyle c} było zaokrągleniem czynnika {\displaystyle b} do najbliższej potęgi 10, i zastosowaniu tego rozumowania dla każdego z miejsc zapisu dziesiętnego {\displaystyle b.} To rozwiązanie nie tylko znacznie przyspieszyło proces obliczeń, ale również poprzez zmniejszenie liczby kroków potrzebnych do wykonania mnożenia zmniejszyło szybkość zużywania się maszyny.
Spośród późniejszych, szerzej znanych kalkulatorów niemieckiego konstruktora, należy wymienić maszynę Hamann Selecta, która była wyposażona w dwie klawiatury, umożliwiające dokonywanie nowych obliczeń w trakcie pracy urządzenia, a także Hamann Elma i Hamann Delta.
W 1933 Technische Hochschule w Berlinie-Chartlottenburg przyznała mu tytuł doktora honoris causa za zasługi w obszarze budowy urządzeń matematycznych, w szczególności maszyn liczących.

## Maszyna licząca Gauss
Gauss to nazwa jednej z wczesnych maszyn liczących Hamanna, której mechanizm oparty był na kole Leibniza. Produkcję rozpoczęto w 1905 w Instytucie Matematyczno-Mechanicznym Hamanna w Berlinie-Friedenau, natomiast późniejszą, udoskonaloną wersję znaną jako Mercedes-Gauss produkowano w Mercedes-Bureau-Maschinen-Gesellschaft w Berlinie. Do 1911 roku, w którym zakończono produkcję, skonstruowano około 1000 egzamplarzy. Z racji kolistego kształtu tarczy licznika podobna jest do kalkulatora Curta, i w tej kategorii pod względem popularności oraz liczby wyprodukowanych sztuk zajmuje drugie miejsce.

### Budowa

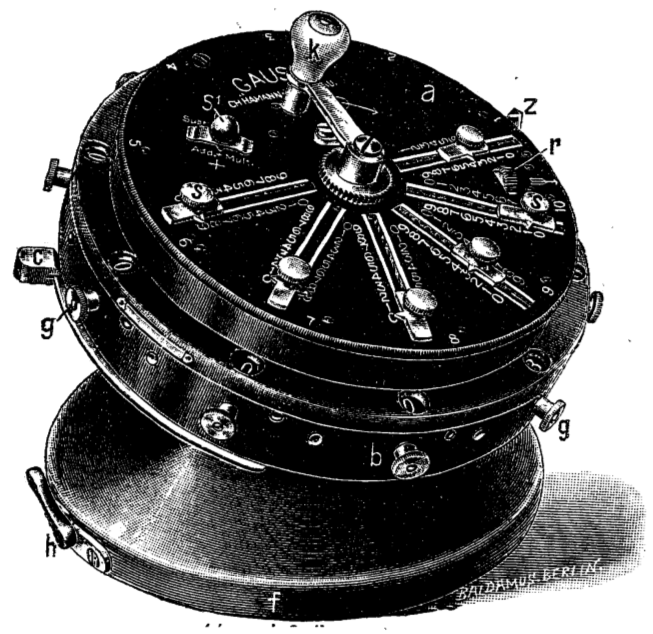
Kalkulator Gauss

Centralną częścią maszyny jest okrągła tarcza, na której umieszczonych zostało 6 suwaków do wprowadzania kolejnych cyfr jednej z liczb biorących udział w działaniu. Po obu stronach każdego z suwaków naniesione są dwa rzędy cyfr: w kolorze białym po lewej i czerwonym – po prawej stronie. Pierwszy z nich wykorzystywany jest podczas operacji dodawania i mnożenia (tryb I), natomiast drugi – przy odejmowaniu i dzieleniu (tryb II). Dodatkowy przełącznik pozwala wybrać jeden z dwóch trybów działań.
Na obwodzie tarczy znajdują się dwa dziesięciocyfrowe wyświetlacze: licznik obrotów oraz wyświetlacz wyniku. Do przełączania między nimi służy pierścień z dziesięcioma otworami, którym można obracać tak, by jednorazowo widoczne były cyfry tylko jednego z dwóch rodzajów wyświetlaczy. Dodatkowo, cyfrę na każdym z miejsc dziesiętnych wyświetlacza wyniku można niezależnie od pozostałych ustawić za pomocą odpowiadającego mu przycisku.
Do przeprowadzenia pojedynczego kroku obliczeń służy umocowana na środku tarczy korbka. Ponadto, co ma kluczowe znaczenie dla wykonywania działań na tym kalkulatorze, tarczę z suwakami można obracać względem wyświetlaczy za pomocą dźwigni umieszczonej w statywie.
Łączna wysokość kalkulatora wynosiła 10 cm, a średnica 12,5 cm. Urządzenie przenoszone było w cylindrycznym pudełku o średnicy podstawy 16 cm i wysokości 13 cm, wówczas całość ważyła 2,6 kg. Na specjalne zamówienie można było otrzymać kalkulator z drewnianą rączką zamiast stalowego statywu, co czyniło go lekkim (850 g) i mobilnym.

### Wykonywanie obliczeń
Kalkulator pozwalał na wykonanie czterech podstawowych działań: dodawania, odejmowania, dzielenia i mnożenia. Dodatkowo, mógł być wykorzystany do obliczania pierwiastka kwadratowego.
Aby dodać do siebie dwie liczby, należy odłożyć jeden składnik na wyświetlaczu wyniku, a drugi ustawić za pomocą suwaków na tarczy kalkulatora tak, by cyfry jedności obu składników znajdowały się obok siebie. Wówczas pojedynczy obrót korbką o 360 stopni zgodnie z ruchem wskazówek zegara powoduje dodanie liczby na tarczy kalkulatora do tej na wyświetlaczu wyniku.
Odejmowanie wykonuje się analogicznie, przy czym odjemną jest liczba ustawiona na wyświetlaczu wyniku, natomiast odjemnik reprezentowany jest przez zaznaczone czerwonym kolorem cyfry wskazane przez suwaki na tarczy kalkulatora. Można zauważyć, że sąsiadujące ze sobą pary białych i czerwonych cyfr odpowiadających miejscom dziesiątek i wyższym dopełniają się do 9, a miejscu jedności – do 10. Pozwala to na realizację operacji odejmowania dwóch liczb maksymalnie sześciocyfrowych za pomocą mechanizmu dodającego: do odjemnej dodawane jest dopełnienie odjemnika do {\displaystyle 10^{6}} (wskazywane przez białe cyfry), po czym z wyniku usunięta zostaje wiodąca jedynka. Takie rozwiązanie ułatwiło Hamannowi konstrukcję kalkulatora, jednak było niewygodne w użytkowaniu (nie można było ustawić 0 na pozycji jedności). W nowszej wersji kalkulatora, Mercedes Gauss, usunięto tę wadę, rezygnując z podziału na dwa rzędy cyfr.
W celu pomnożenia przez siebie dwóch liczb, jeden z czynników zaznacza się na tarczy kalkulatora, natomiast dla każdej cyfry zapisu dziesiętnego drugiego czynnika, poczynając od najbardziej znaczącej, należy obrócić korbką tyle razy, ile wynosi ta cyfra, po czym obrócić tarczę o jedno miejsce w lewo, tzn. przeciwnie do ruchu wskazówek zegara, i powtórzyć operację dla kolejnej cyfry. Iloczyn pojawi się na wyświetlaczu wyniku, a drugi z czynników – na liczniku obrotów.
W przypadku dzielenia liczb, dzielną umieszcza się na wyświetlaczu wyniku, a dzielnik na tarczy. Wykonuje się obroty korbką do chwili, gdy liczba na wyświetlaczu wyniku stanie się mniejsza niż ta na tarczy. Wówczas obraca się tarczę o jedno miejsce przeciwnie do ruchu wskazówek zegara i ponawia operację. Wynik dzielenia widoczny jest na liczniku obrotów. Z uwagi na konstrukcję kalkulatora, jednocześnie można było wyświetlić tylko dziesięć cyfr ilorazu, jednak kontynuacja algorytmu pozwalała uzyskać kolejne cyfry jego rozwinięcia dziesiętnego.
Algorytm obliczania pierwiastka kwadratowego, który można zrealizować przy pomocy kalkulatora Gauss opiera się na obserwacji, że suma pierwszych {\displaystyle n} liczb nieparzystych jest równa {\displaystyle n^{2}.} Najpierw należy podzielić cyfry zapisu dziesiętnego liczby na grupy dwuelementowe, zaczynając od najmniej znaczącego miejsca. Wówczas od każdej z grup, poczynając od lewej strony, odejmuje się kolejne liczby nieparzyste do momentu, gdy liczba w danej grupie stanie się mniejsza niż kolejny odjemnik. Następnie należy obrócić tarczę o jedną pozycję w lewo, zwiększyć wartość wskazywaną na tarczy o 11 i powtórzyć całą procedurę dla kolejnej dwuelementowej grupy cyfr. Wynik składa się z tylu cyfr, ile wynosiła liczba dwuelementowych grup wyjściowej wartości, i jest wskazywany na liczniku obrotów.
Stan liczników kalkulatora dla przykładowego przebiegu algorytmu obliczania pierwiastka {\displaystyle {\sqrt {625}}} prezentuje poniższa tabela:
| Wyświetlacz wyniku | Tarcza | Licznik obrotów |
| ------------------ | ------ | --------------- |
| 625                | 001    | 10              |
| 525                | 003    | 20              |
| 225                | 041    | 21              |
| 184                | 043    | 22              |
| 141                | 045    | 23              |
| 096                | 047    | 24              |
| 049                | 049    | 25              |
| 000                |        |                 |